# Jitka Ježková
Jitka Ježková (* 7. června 1978 Praha) je česká herečka, zpěvačka, dabérka a modelka.

## Život
Vystudovala hereckou konzervatoř a katedru teorie kultury na FF Univerzity Karlovy.
Poprvé se na televizní obrazovce objevila v roce 1994 v televizním seriálu Prima sezóna. Brzy po zahájení činnosti soukromé televize Nova hrála v seriálu Nováci. Poté se objevovala zejména v televizních inscenacích. Hostovala v Činoherním klubu, v divadle Palace a v Divadle v Řeznické.
Hraje také v nuselském Divadle Na Fidlovačce.
Mnozí diváci herečku, respektive její hlas, znají zejména z dabingu, kde je velice činná. V roce 2004 obdržela Cenu Františka Filipovského za ženský herecký výkon v dabingu za film Teorie létání. V roce 2019 načetla audioknihu Naslouchač (vydala Audiotéka) a audioknihu Faja (vydala Audiotéka).
Je vdaná, manžel je o 13 let starší, mají dceru Elišku.

## Filmografie
- 1996 – O třech rytířích, krásné paní a lněné kytli
- 1997 – Báječná léta pod psa
- 2000 – Početí mého mladšího bratra
- 2001 – Andělská tvář
- 2002 – Jak chutná láska
- 2002 – Omnibus
- 2006 – Po hlavě do prdele
- 2007 – ROMing
- 2012 – Tady hlídám já
- 2016 – Jetelín

## TV seriály
- 1994 – Prima sezóna (Česká televize)
- 1995 – Když se slunci nedaří (Česká televize), Nováci (TV Nova)
- 2005 – To nevymyslíš (TV Nova)
- 2008 – Expozitura (TV Nova), Nemocnice na kraji města – nové osudy (Česká televize)
- 2009 – Proč bychom se netopili (Česká televize)
- 2012 – Obchoďák (Prima)
- 2013 – Doktoři z Počátků (TV Nova)
- 2016 – Jetelín (Prima), Rapl (Česká televize)
- 2022 – Chlap (TV Nova)
- 2024 — Taneční (TV Nova) Voyo

## Dabing
- 1996 – Kongo, herečka Laura Linneyová (Karen Ross)
- 1997 – Skála, Vanessa Marcil (Carla)
- 1997 – Od soumraku do úsvitu, Juliette Lewis (Kate Fuller)
- 1998 – Velké naděje, Gwyneth Paltrow (Estella)
- 1998 – Titanic, Kate Winslet (Rose)
- 1999 – Lolita, Dominique Swain (Dolores Haze)
- 1999 – Lhář, Renée Zellweger (Elizabeth)
- 1999 – Klub 54, Salma Hayek (Anita Randazzo)
- 1999 – Johanka z Arku, Leelee Sobieski (Jana z Arku)
- 1999 – Hilary a Jackie, Emily Watson (Jackie Du Pré)
- 2000 – Prci, prci, prcičky, Tara Reid (Vicky Lathum)
- 2000 – Peggy Sue se vdává, Helen Hunt (Beth Bodell)
- 2000 – Dogma, Salma Hayek (Serendipity)
- 2000 – Americká krása, Mena Suvari (Angela Hayes)
- 2001 – Manuela, Grecia Colmenares (Manuela a Isabela Salinas)
- 2001–2003 – Pán prstenů, Liv Tyler (Arwen)
- 2002 – Enigma, Kate Winslet (Hester Wallace)
- 2003 – Kruh, Rachael Bella (Becca)
- 2004 – Bournův mýtus, Franka Potente (Marie)
- 2005 – Ray, Aunjanue Ellis (Marry Ann Fisherová)
- 2005 – Letec, Gwen Stefani (Jean Harlow)
- 2005 – Legendy z Downtownu, Nikki Reed (Kathy)
- 2006 – Zkrocená hora, Anne Hathawayová (Lureen Newsome)
- 2007 – Resident Evil, Milla Jovovich (Alice)
- 2008 – Mamma Mia!, Amanda Seyfriedová (Sophie)
- 2010 – Dopisy pro Julii, Amanda Seyfriedová (Sophie)
- 2011 – Černá labuť, Ksenia Solo (Veronika)
- 2011 – Čertova nevěsta (princezna Štěpánka)
- 2016 – Okupace, Janne Heltberg (Anita Ryggová)